# Strandrudfjellet
Strandrudfjellet ist ein 2070 m hoher Berg im ostantarktischen Königin-Maud-Land. Im Gebirge Sør Rondane ragt er aus den glazialen Eismassen an der Südostseite der Austkampane auf.
Norwegische Kartografen, die den Berg auch benannten, kartierten ihn 1957 anhand von Luftaufnahmen der US-amerikanischen Operation Highjump (1946–1947). Namensgeber ist Hans Strandrud (* 1909), Flugzeugmechaniker bei der Lars-Christensen-Expedition 1936/37.